# Diabulus in Musica

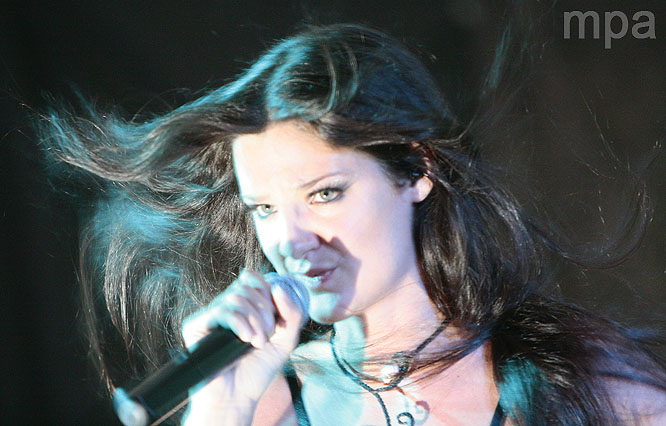
Zuberoa Aznárez

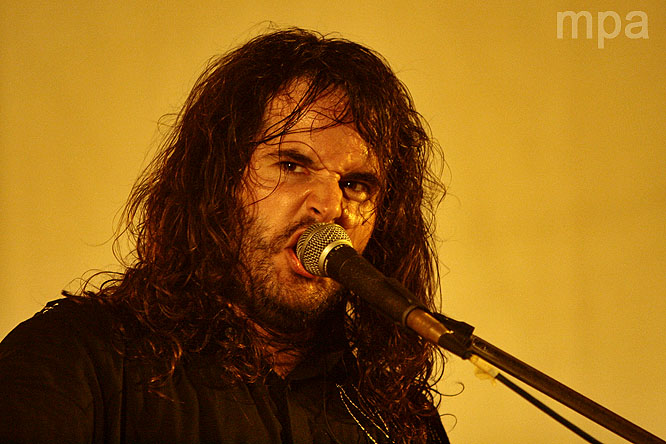
Gorka Elso

Diabulus in Musica ist eine spanische Symphonic-Metal-Band, die 2006 in Pamplona (Navarra) von Zuberoa Aznárez, Gorka Elso, Adrián Vallejo und Jorge Arca gegründet wurde.

## Bandgeschichte
2006 gründeten Sängerin Zuberoa Aznárez, Keyboarder Gorka Elso und Bassist Jorge Arca von der Band Dragon Lord die Band in Pamplona (Navarra) die Band. Komplettiert wird das Line-up durch Gitarrist Adrián M. Vallejo und Schlagzeuger Xabier Jareño. Vor den ersten Demoaufnahmen steigt Arca aus. Adrián M. Vallejo spielt daraufhin auf der Demo-EP Secrets (2009) sowohl den Bass als auch die Gitarren ein. Nach einigen Auftritten ohne Bassist schließt sich schließlich Alejandro „Alex“ Sanz der Band an.
Am 21. Mai 2010 erscheint das Debütalbum Secrets auf dem Label Metal Blade Records. Für das Album arbeitete die Band mit Mitgliedern des London Philharmonic Orchestra, dem RTV Orchestra, dem spanischen Nationalchor und dem Ensemble Nova Lux. Die Band spielte in der Folge als Vorband von Manowar und Theatre of Tragedy.
Am 29. Februar 2012 erschien mit The Wanderer das zweite Studioalbum von Diabulus in Musica auf dem Label Napalm Records. Als Stargast ist Mark Jansen von Epica auf dem Album vertreten.

## Bandname
Der Name lehnt sich an die lateinische Bezeichnung für den Tritonus an, die vor allem im Mittelalter verwendet wurde. Die Bezeichnung bedeutet wörtlich Teufel in der Musik und wird gelegentlich mit Teufelsintervall übersetzt. Sängerin Zuberoa Aznárez wählte den Namen, um ihre Verbundenheit zur Klassischen Musik auszudrücken.

## Musikstil
Diabulus in Musica spielt Symphonic Power Metal, der um viele klassische Elemente, wie Soprangesang, Violine und Chöre ergänzt wurde. Charakteristisch ist der Wechsel im Stile von Theatre of Tragedy zwischen Aznárez’ klarem Gesang, der zum Teil auch Operette umfasst, und Vallejos Screams und Growls.

## Diskografie
- 2009: Secrets (EP)
- 2010: Secrets (Metal Blade Records)
- 2012: The Wanderer (Napalm Records)
- 2014: Argia (Napalm Records)
- 2016: Dirge for the Archons (Napalm Records)
- 2020: Euphonic Entropy (Napalm Records)[5]